# Riva San Vitale
Riva San Vitale ist eine politische Gemeinde im Kreis Riva San Vitale, im Bezirk Mendrisio des Kantons Tessin in der Schweiz.

## Geographie
Riva San Vitale liegt am Osthang des Monte San Giorgio am südlichen Ende eines Arms des Luganersees, in die der Laveggio mündet.

Werner Friedli: Riva San Vitale, historisches Luftbild (1946)

## Geschichte
Das Dorf Riva San Vitale war schon in prähistorischer Zeit bewohnt; 1917 kamen bedeutende Überreste aus der Bronzezeit zum Vorschein. Das Dorf war schon vor den Etruskern in der vorchristlichen Zeit besiedelt und später unter dem Namen Vicus Subinates ein römischer vicus. Eine 1885 aufgefundene Inschrift und zahlreiche nachträglich aufgedeckte Gräber sowie Römerbauten, auf die man bei den Nachforschungen um das Baptisterium herum stiess, beweisen, dass in Riva San Vitale eine römische Niederlassung bestanden hat. Man entdeckte Spuren von Bädern; wahrscheinlich ist das Baptisterium an der Stelle einer solchen Anlage errichtet worden. Während des zehnjährigen Krieges (1118–1127) zwischen Como und Mailand hatten die Comasker zwei grosse Schiffe am Ufer von Riva, auf denen sie zu Streifzügen über den Luganersee auszogen. Die Pfarrkirche von San Vitale wird schon 1254 erwähnt und wurde 1756–1759 fast ganz neugebaut.
Riva San Vitale bildet nach wie vor eine eigenständige Bürgergemeinde.

## Bevölkerung
Einwohnerzahlen: Volkszählungsdaten

## Sehenswürdigkeiten
Das Dorfbild ist im Inventar der schützenswerten Ortsbilder der Schweiz (ISOS) als schützenswertes Ortsbild der Schweiz von nationaler Bedeutung eingestuft.
- Kirche Santa Croce[9]
- Baptisterium San Giovanni, das älteste christliche Bauwerk der Schweiz[9]
- Pfarrkirche San Vitale und Oratorium der Bruderschaft der Heiligen Sakramente[9]
- Palast Bernasconi (Virginia Tech. Center for European Studies of Architecture)[9]
- Palazzo della Croce (heute Houck) mit Fresken der Brüder Pozzi aus Puria, Valsolda (1591)[9]
- Palazzo comunale (Gemeindehaus), restauriert 2003/2006, Architekten: Giancarlo Durisch, Lino Caldelari[9]
- Einfamilienhaus Bianchi (1972–1973) im Ortsteil Battuta, Architekt: Mario Botta.[9]

## Kultur und Erziehung
- Filodrammatica Aurora Riva San Vitale[10]
- Istituto San Pietro Canisio, Opera Don Guanella[11]

## Sport
- Associazione Sportiva di Atletica e Podismo Riva San Vitale[12]
- Football Club Riva San Vitale[13]

## Bilder

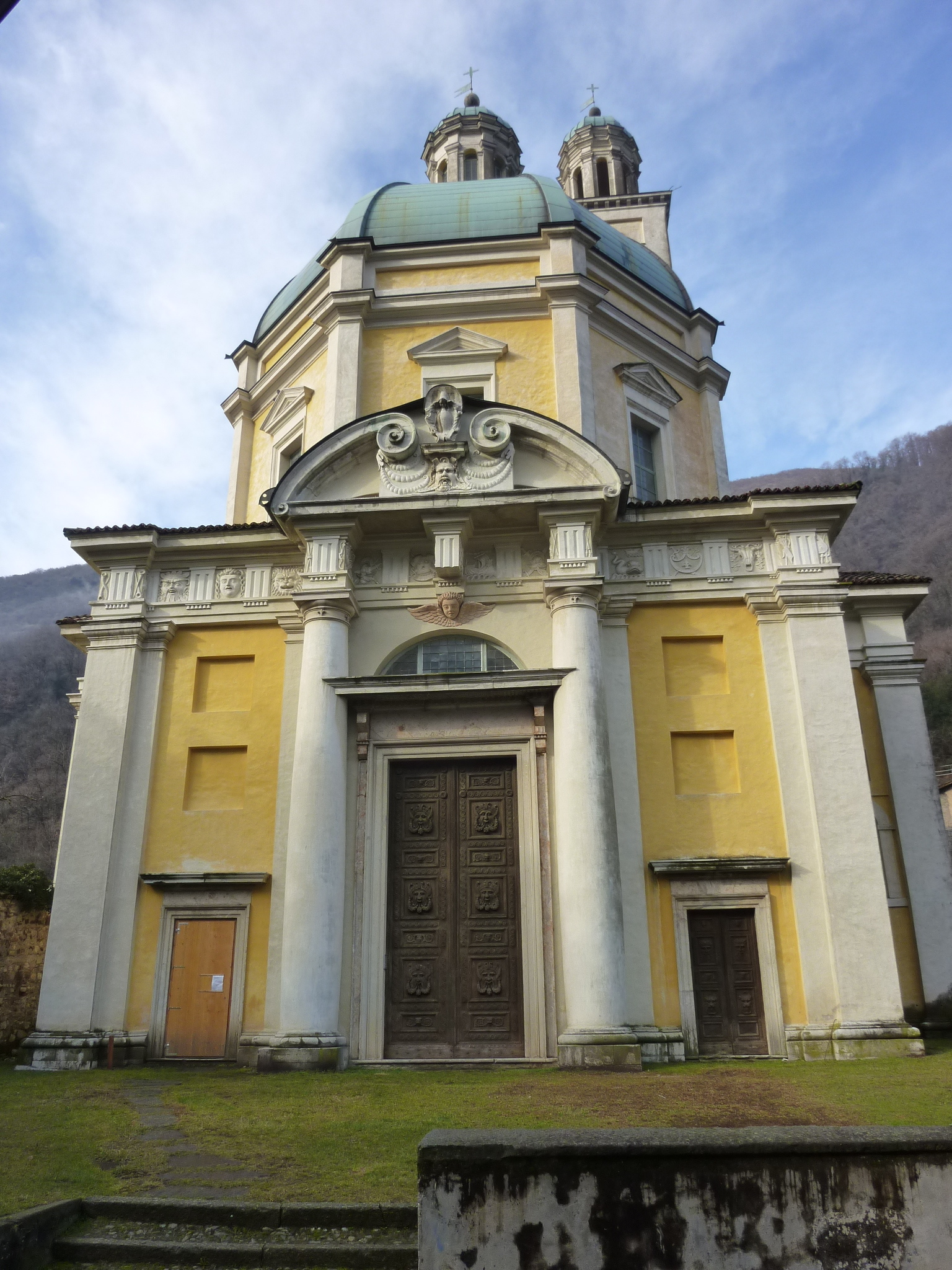
Die Kirche Santa Croce
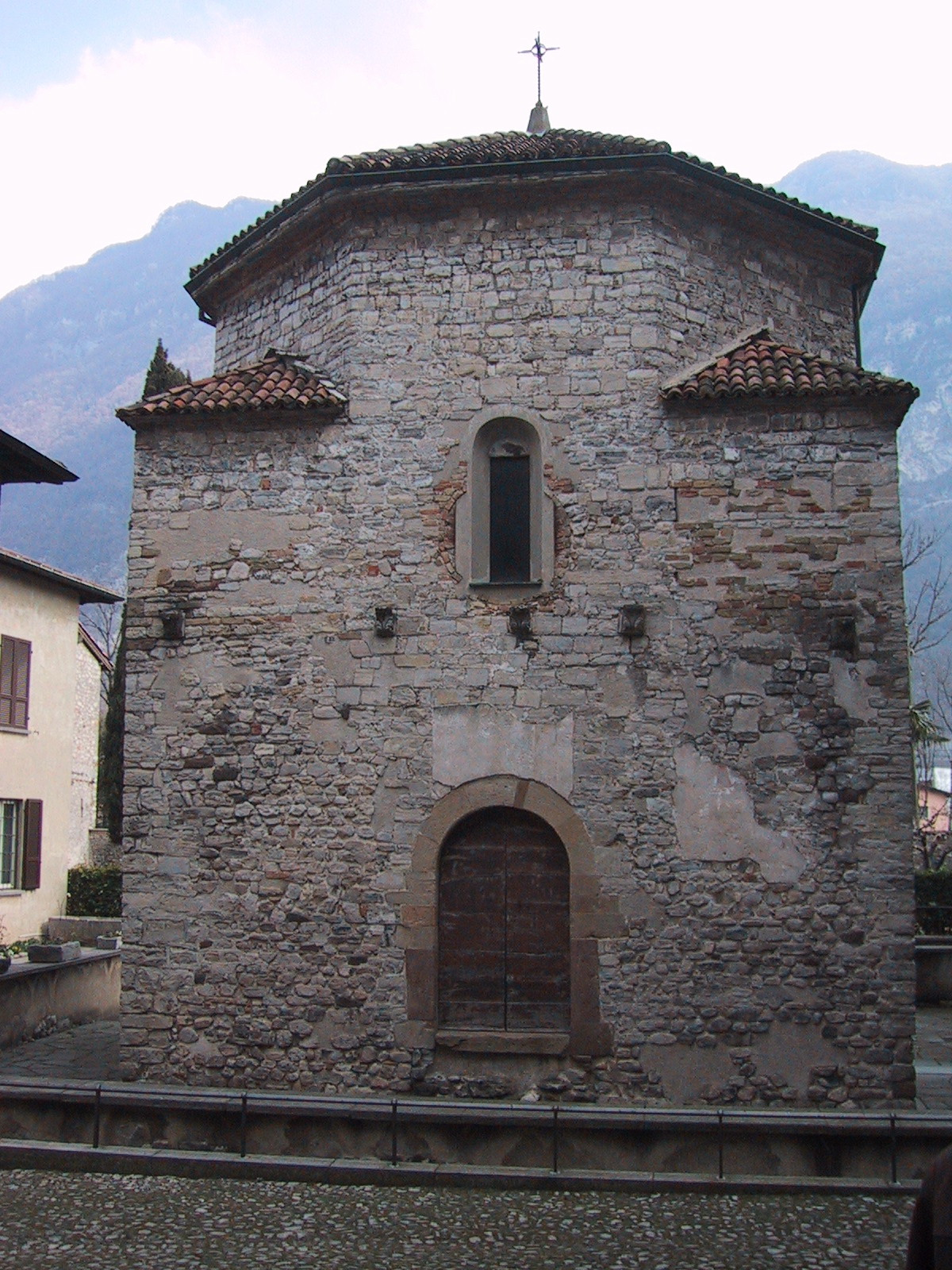
Das Baptisterium Riva San Vitale
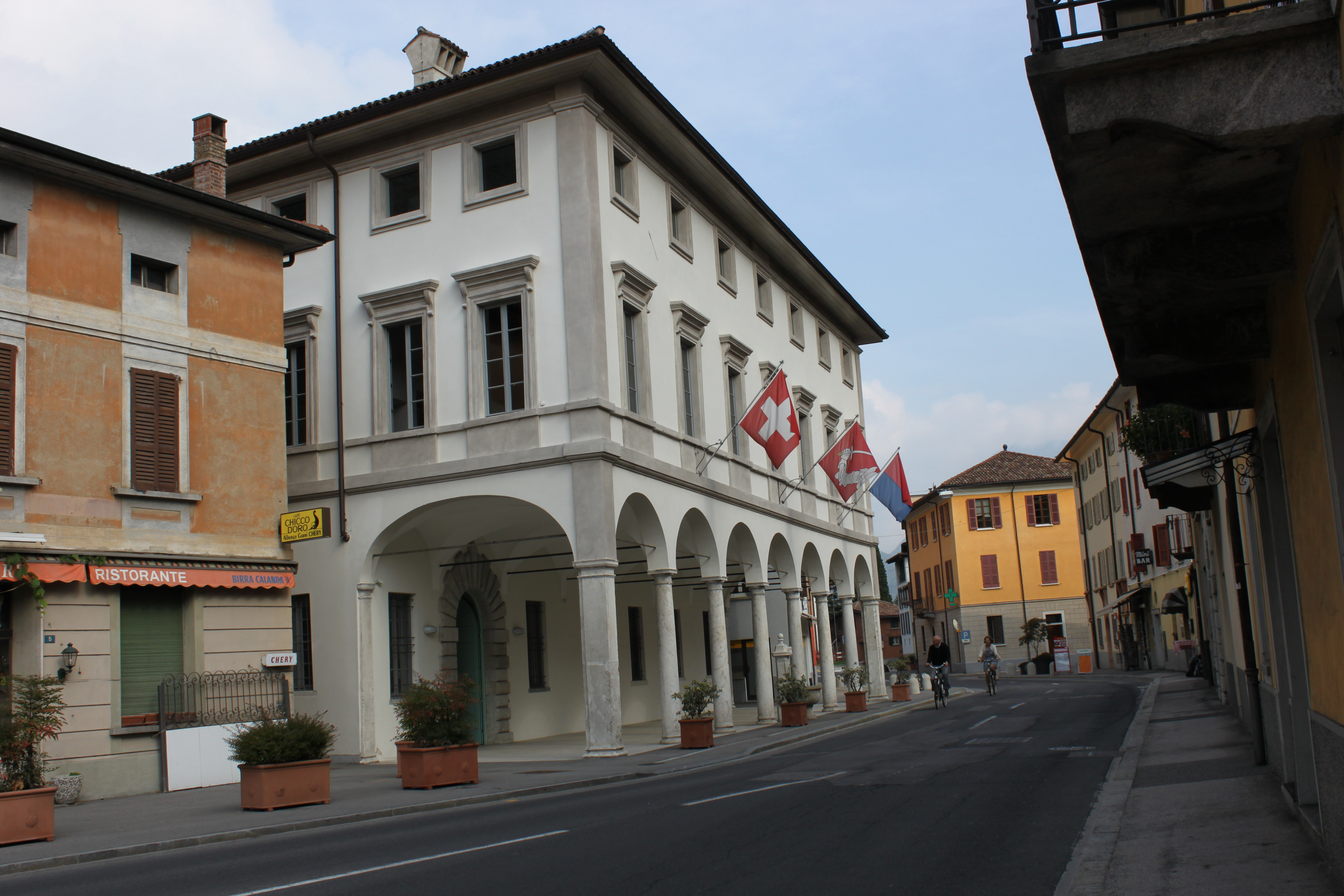
Gemeindehaus
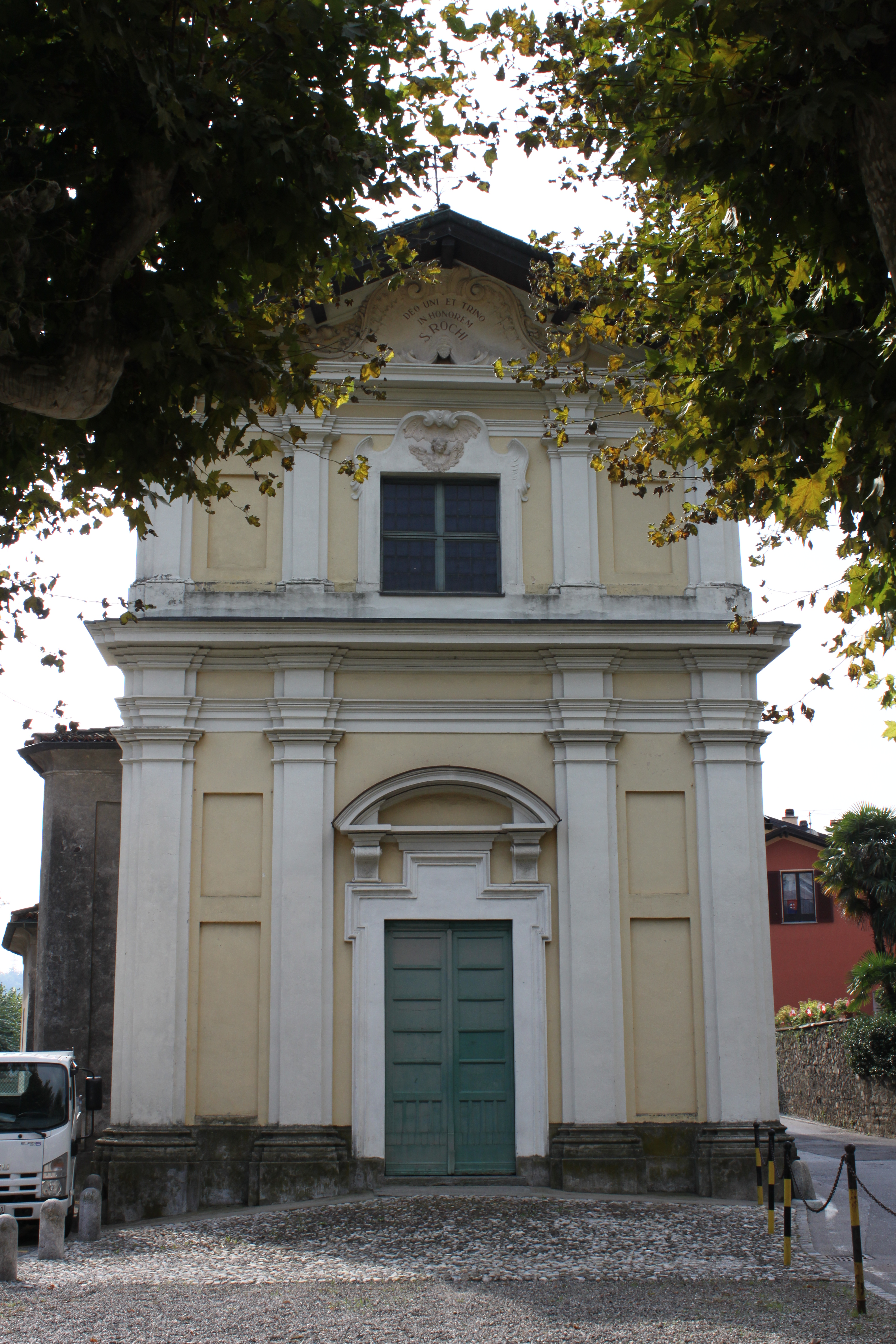
Oratorium San Rocco
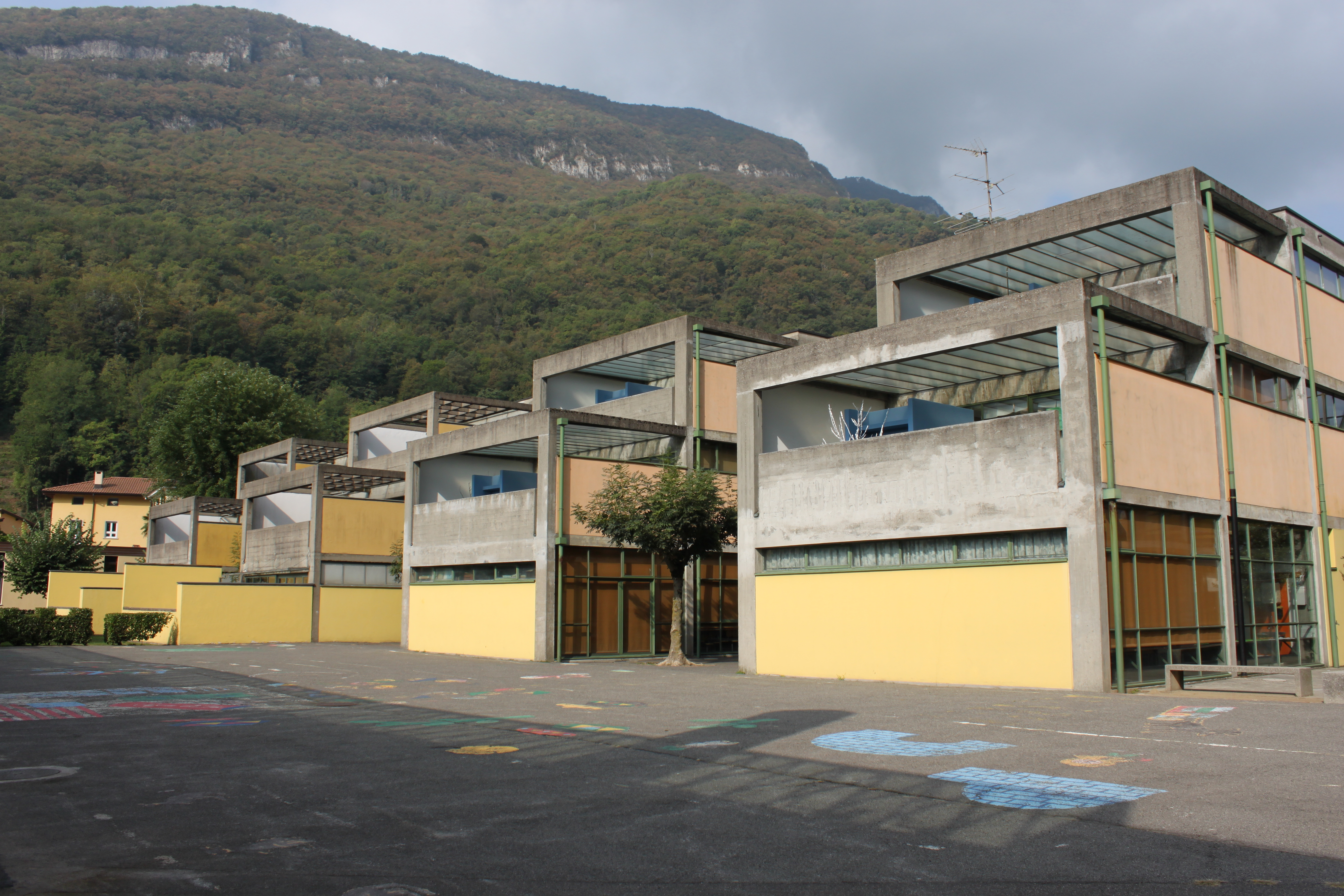
Primarschule